# Záhorkov

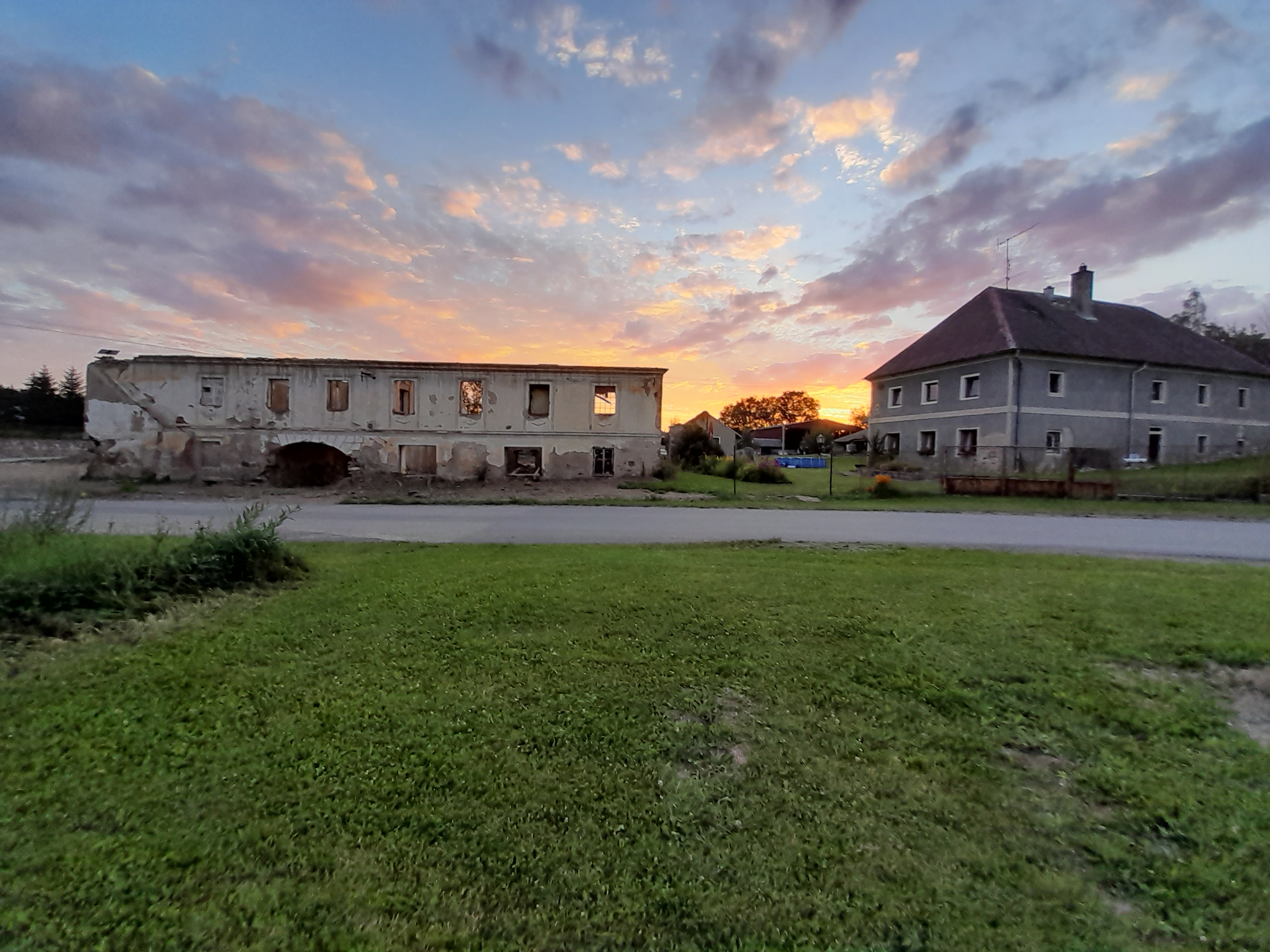
Záhorkov (stav v srpnu 2022)

Záhorkov (německy Ahorn) je částečně zaniklá osada v obvodu místní části Kladné obce Kájov v okrese Český Krumlov.

## Historie
Záhorkov byl uváděn v roce 1869, v letech 1880 až 1910 a v letech 1921 až 1950  jako osada obce Kladné. V roce 1921 zde stálo 8 domů a žilo 49 obyvatel, všichni německé národnosti. V letech 1961 až 1972  pak byl uváděn jako část obce Kájov. Ke dni 1. ledna 1973 jako část obce zanikl.